# Erika Fellner
Erika Fellner (geborene Golling, * 19. April 1934 in Stettin) ist eine deutsche Politikerin (SPD). Sie war von 1995 bis 2003 Abgeordnete des Hessischen Landtags.

## Leben

### Ausbildung und Beruf
Erika Fellner studierte Sozialarbeit/Sozialpädagogik an der FH Darmstadt. Seit 1961 war sie als Dozentin in den Fachbereichen Sozialarbeit und Sozialpädagogik an Fachhochschulen in Darmstadt, Hamburg und Frankfurt tätig.
Nach der Wende wurde sie 1991 als Gründungsdekanin an die Fachhochschule Jena berufen. 
Erika Fellner lebt heute in Bad Vilbel.

### Politik
Erika Fellner ist Mitglied der SPD.
Am 5. April 1995 trat sie für Christine Hohmann-Dennhardt in den hessischen Landtag ein und behielt dieses Mandat bis 2003 zwei Legislaturperioden lang. Sie war bei den Landtagswahlen 1995 und 1999 jeweils im Wahlkreis Wetterau I angetreten, aber über die SPD-Landesliste in das Parlament eingezogen.

### Sonstige Ämter
Von 1998 bis 2004 gehörte sie der Neunten Kirchensynode der Evangelischen Kirche in Hessen und Nassau an. Zeitweilig gehörte sie dem Vorstand der Evangelischen Akademie Arnoldshain an. Sie ist Vorsitzende des Hochschulrates der Hochschule Darmstadt.

## Ehrungen
2003 erhielt sie das Bundesverdienstkreuz am Bande.